# Paul Ray Smith

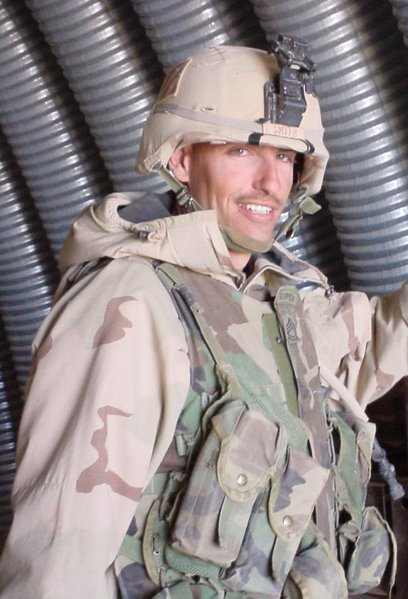
Sergeant First Class Paul R. Smith

Paul Ray Smith (* 24. September 1969 in El Paso, Texas; † 4. April 2003 in Bagdad, Irak) war ein Sergeant First Class und Pionier der US Army Corps of Engineers. Er wurde in den ersten Tagen des Irakkrieges tödlich verwundet und dafür postum mit der Medal of Honor, der höchsten Ehrenauszeichnung des US-Kongresses, geehrt.

## Leben

### Jugend, Ausbildung, Militärlaufbahn
Smith wurde am 24. September 1969 in El Paso im US-Bundesstaat Texas geboren. Mit neun Jahren zogen er und seine Familie nach South Tampa, Florida. Dort begeisterte er sich für verschiedene Sportarten, vor allem Football. Auf der High School arbeitete er zeitweilig als Zimmermann. Er hatte das Ziel, Soldat zu werden.
Nach seinem Abschluss auf der Tampa Bay Vocational Technical High School 1988 trat er in die US Army ein und absolvierte seine Grundausbildung in Fort Leonard Wood (Missouri). Während seiner Stationierung in Deutschland lernte er seine spätere Ehefrau Birgit kennen, mit der er zwei Kinder, Jessica und David, hatte.
In seiner Tätigkeit als Pionier führten ihn seine Einsätze u. a. nach Kuwait, Bosnien-Herzegowina, in den Kosovo und den Irak. 1999 wurde Smith zum 11. Pionierbataillon der 3. US-Infanteriedivision versetzt und diente in der Bravo-Kompanie. Im Frühjahr 2002 wurde er in den Rang eines Sergeant First Class befördert.

### Einsatz im Irakkrieg
Ab dem 19. März 2003 nahm Smiths Einheit als Versorgungstrupp der Task Force 2-7 (2. Bataillon, 7. US-Infanterieregiment) an der Invasion des Irak teil. In den ersten 48 Stunden legte sie mehr als 300 Kilometer bis zur Hauptstadt Bagdad zurück. Der Vormarsch geriet durch einen massiven Widerstand irakischer Truppen und heftige Sandstürme schnell ins Stocken, sodass die Stadt erst am 3. April erreicht wurde. In den Morgenstunden des 4. April gegen etwa 6 Uhr Ortszeit näherte sich der Trupp dem Flughafen der Stadt von Osten her. Dessen Aufgabe war die Errichtung einer Blockade auf der Straße, die vom Flughafen zur Stadt führte.
Der Truppführer beauftragte die Einheit, eine Sammelstelle für Kriegsgefangene zu errichten. Da er für kurze Zeit den Einsatzort verlassen musste, übertrug er Smith das Kommando. Dieser entschied sich für einen von Mauern umgebenen Innenhof nördlich der Straße und gab den Befehl, die nördliche Mauer von einem M9 Armored Combat Earthmover (eine Art gepanzertem Bulldozer) einreißen zu lassen, um so Zutritt zum Hof zu erlangen. Anschließend ließ er den Zugang von zwei Soldaten bewachen.
Während die Sammelstelle weiter errichtet wurde, bemerkten die Nordtorwachen 25 bis 50 sich nähernde, schwer bewaffnete irakische Soldaten. Smith forderte gepanzerte Unterstützung an und wies seine Truppe an, sich auf ein Gefecht einzustellen. Ein M2 Bradley stellte sich den von Norden anrückenden Gegnern in den Weg. Als sich die Lage zuspitzte, rief Smith einen M113-Truppentransportpanzer zu Hilfe. Dieser wurde jedoch schwer getroffen. Da alle im Norden stationierten Transporter durch den Beschuss nunmehr unbesetzt waren, bemannte Smith ein noch intaktes Kaliber-50-Maschinengewehr und versuchte, die Angreifer in Schach zu halten, bis er schließlich selbst von ihnen tödlich getroffen wurde.

## Auszeichnungen
Für seine Verdienste in dem Gefecht wurde Smith zwei Jahre später am 4. April 2005 durch den US-Präsidenten postum die Medal of Honor, die höchste Auszeichnung des US-Kongresses, für „herausragende Tapferkeit und Unerschrockenheit unter dem Einsatz seines Lebens weit über die normale Pflichterfüllung hinaus“ verliehen.
Auswahl der Auszeichnungen, sortiert in Anlehnung der Order of Precedence of Military Awards:
- Medal of Honor
- Bronze Star
- Purple Heart
- Army Commendation Medal (5×)
- Army Achievement Medal (2×)
- National Defense Service Medal (2×)
- Southwest Asia Service Medal (4×)
- Kosovo Campaign Medal

Darüber hinaus erhielt er die Schützenschnur in Gold der Deutschen Bundeswehr und das französische Kommando-Abzeichen.

## Gedenken
- Das U.S. Post Office in Holiday, Florida und das ehemalige Simulation & Training Technology Center der US Army in Orlando tragen ihm zu Ehren seinen Namen.[3]
- Im Gedenken an seine Taten wurde eine neue Mittelschule in Holiday, Florida am 25. August 2006 mit seinem Namen geehrt.
- Das Junior Reserve Officers' Training Corps der Tampa Bay Technical High School legte in seiner Erinnerung einen Garten an und benannte die Halle des Reserve Officer Training Corps nach ihm. In der Mitte des Gartens findet sich ein Grabstein, der die Geschichte seines Gefechts erzählt.
- Seine Witwe Birgit Smith wurde auserwählt, das erste Littoral Combat Ship der United States Navy, die USS Freedom (LCS-1) zu taufen.
- Das Computerspiel America’s Army gibt Informationen über Smith und das Gefecht, in dem er starb.
- Ein Fitnesscenter in Fort Benning, Georgia, trägt seinen Namen.